# Вејл Гејт (Њујорк)
Вејл Гејт (енгл. Vails Gate) насељено је место без административног статуса у америчкој савезној држави Њујорк.

## Демографија
По попису из 2010. године број становника је 3.369, што је 50 (1,5%) становника више него 2000. године.
| Група             | 2000.         | 2010.         |
| Белци             | 2.102 (63,3%) | 1.685 (50,0%) |
| Афроамериканци    | 394 (11,9%)   | 556 (16,5%)   |
| Азијати           | 139 (4,2%)    | 214 (6,4%)    |
| Хиспаноамериканци | 641 (19,3%)   | 882 (26,2%)   |
| Укупно            | 3.319         | 3.369         |